# MD & C Павлов
«MD & C Павлов» (или MD&C Pavlov) —  советская и российская рэп-группа из Москвы, созданная в 1991 году бывшими участниками рок-группы «Звуки Му», Алексеем Павловым и Павлом Хотиным.

## История

### Ранние годы (1984 — 1990)
По словам Алексея Павлова, его знакомство с рэп-музыкой началось неосознанно ещё в 1983 году, когда его одноклассник кубинец привозил пиратские кассеты, на которых были записаны эфиры американских FM-радиостанций 1983—1984 года.
Более серьёзное знакомство с хип-хоп-культурой состоялось в 1990 году. После гастролей «Звуки Му» по Соединённым Штатам Павлов на полгода задержался в Америке, где работал в студиях, общался с музыкантами, изучал музыку. За это время он успел поработать с продюсером U2 Брайном Ино и продюсером Мадонны Марком Каминсом.
Вернувшись в СССР, он читал рэп в московских клубах и дискотеках.

### Создание группы. Первые шаги (1991 — 1994)
По возвращении в 1991 году из США Алексей Павлов совместно с клавишником уже распавшейся к тому времени группы «Звуки Му» Павлом Хотиным создали рэп-проект «МС ПАVЛОV».
Первое выступление группы состоялось в 1991 году на первом Всесоюзном рэп-фестивале «Рэп-пик-91» в Ленинграде. После фестиваля в названии группы была добавлена буква D — «МD&С ПАVЛОV», а в 1993 году фамилия Павлова в названии группы стала писаться по-русски — «MD&C Павлов».
Коллектив становится активным участником многочисленных масштабных мероприятий: «Гагарин-пати» в павильоне «Космос» на ВДНХ в 1991—1993 годах; «Музыкальная Академия», проводимая радио «Максимум» в 1993 году; «Виват, Россия!» на Красной площади в 1995 году; музыкальный фестиваль «Поколение-94» (получили Гран-при), «Зеленый мир» в ЦПКиО им. Горького в 1995 году.
В 1992 году 'МД&С Павлов' записывает первый альбом с одноименным названием. Готовый материал был оштрафован в Германии и диск появляется в России только в 1994 году.
После этого музыканты работают над освоением нового музыкального стиля. Это эйсид-джаз — смесь джаза, фанка и рэпа.
Несколько композиций на диске «Зэ бэст» были записаны на санскрите. Специально для записи этого альбома в Россию приглашается американская певица Холли Френсис.
В апреле 1994 года Павлов создал при фирме «Русское снабжение» собственный лейбл Pav-Love Muzik, на котором выпустил первый компакт-диск — сборник московской рэп-музыки Da Moscow Rap Flava тиражом в 1 тысячу экземпляров. 5 мая 1994 года Павлов организовал в клубе «Эрмитаж» вечеринку под названием «Pav-Love Muzik Party. Volume One. Disco Flight», где презентовал компакт-диск своего первого рэп-альбома MD&C Pavlov, тираж которого наконец-то прибыл в Москву. Альбом был записан в Германии в 1992 году, тогда же вышел на фирме B.S.A. Records тиражом в полторы тысячи, но из-за финансовых проблем лежал на складе. 15 сентября 1994 года группа получила гран-при «Золотая груша» на втором международном музыкальном фестивале «Поколение-94» в Москве.

### 1995 — 2000 гг.
В 1995 году «MD&C Павлов» представляют на закрытии фестиваля «Поколение-95» в дуэте с Людмилой Гурченко фанк-версию старой песни «Московские окна». Успех сотрудничества открывает новый этап в жизни группы — рэп-ремейкам старых композиций. Впоследствии были выступления с Владимиром Шаинским (Чунга-Чанга, Крейсер "Аврора"), Олегом Анофриевым.
Вновь 'МД&С Павлов' отличается в 1995 году. Это происходит после того, как Павлов приходит на телевидение к Артемию Троицкому в 'Кафе 'Обломов'. И встречает Людмилу Гурченко. Яркость, энергетика, кокетство мега-звезды советской эстрады приводят Алексея Павлова в бешеный восторг. Он предлагает Гурченко спеть дуэтом. Событие происходит на закрытии 'Поколения-95'. Гурченко вместе с 'МД&С Павловым' исполняет фанк-версию старой песни из своего репертуара 'Московские окна'. Этот симбиоз потрясает всю богемную общественность Москвы. Реакция — супершок. Столкновение стилей, музыкальных направлений, возрастов, поколений, полный слом привычных рамок. С Людмилой Гурченко Алексей записывает смешную песенку 'Я боюсь утечки газа' и еще несколько, которые они собираются выпустить отдельным альбомом. После этого 'МД&С Павлов' планирует проект совместно с основателем диджейского движения и первым продюсером Мадонны американцем Марком Каминсом.
В феврале силами МD AND С Павлова был создан новый продюсерский центр Pav-Love-Muzik. Целью центра, по словам музыкантов, является раскрутка и продюсирование отечественных групп, играющих в стилях соул, фанк, диско, эйсид-джаз, рэп и т. п. В инфраструктуру Pav-Love-Muzik планируется включить постоянные рубрики в некоторых музыкальных изданиях (в частности, идут переговоры по поводу ведения центром странички в газете МузОбоз), передачу на одной из радиостанций, а также страничку в сети Internet. В настоящее время организаторы проекта ищут компанию, которая будет издавать диски, записывающиеся под эгидой центра. Первым питомцем Pav-Love-Muzik стала группа-финалист музыкального фестиваля Поколение-96 «СВЕТЛЯЧКИ», играющая, по определению г-на Павлова, настоящее диско.
Первой акцией молодого продюсерского центра стал российский фестиваль Музыка для души, посвященный стилю соул, который готовился в союзе с фирмой Music Hammer. Акция прошла в Москве с 24 апреля по 3 мая. В программе соул-смотра приняли участие Ю-Ла, Сосо Павлиашвили, Шандор, Ирина Отиева, а также артисты, играющие танцевальную музыку в стилях фанк, соул и диско.
Кроме того, Алексей в 1996 году начинает работать диджеем в московских дискотеках. Причём «крутит» не модную, а ретромузыку. В основном — диско и фанки. С 1998 года ведет программу о музыке фанки на Радио «РОКС».
В мае 1999 года, находясь на отдыхе в Таиланде, Павлов попал в автокатастрофу и получил серьёзную черепно-мозговую травму. Медицинская помощь была оказана ему с опозданием. Благодаря настойчивости родителей и друзей, а также помощи российского посольства и консульства, 10 июня ему была сделана операция. Ещё два месяца ушло на реабилитацию.

## Состав
- Алексей Павлов — основатель и лидер группы (1991 — н. в.), бывший барабанщик группы «Звуки Му»
- Павел Хотин — участник группы (1991 — н.в.), бывший клавишник группы «Звуки My»

## Дискография

### Студийные альбомы
- 1994 — МД&С Паvлов
- 1995 — Зэ Бэст
- 2001 — Я вернулся

### Компиляции
- 1994 — Da Moscow Rap Flava

## Видеоклипы
- 1991 — «Зима» (режиссёр: коллектив группы «МD&С Павлов»)[7]
- 1994 — «Удовольствие» (режиссёр: компания Media Star)
- 1996 — «Тиги Намба Така Та» (режиссёр: Александр Новиков, Птюч-клуб)
- 1997 — «Работа денежку копит» (режиссёр: Владимир Сидоренко)
- 1998 — «Russian funk»